# ザデル・スコロフスキー
ザデル・スコロフスキー（Zadel Skolovsky, 1916年7月17日 - 2009年9月15日）は、アメリカのピアニスト。 
バンクーバーの生まれ。父親はブレスト・リトフスクからアメリカへの移住者で、母親はアメリカ人。スコロフスキーは生後間もなく一家でロサンゼルスに移り住んだ。５歳の時に両親からハーモニウムを買ってもらって音楽の勉強を始め、カーティス音楽学校でイザベラ・ヴェンゲーロヴァのクラスで学び、後に彼女の助手となった。また、レオポルド・ゴドフスキーからもレッスンを受け、1939年にナウムバーグ・コンクールで優勝している。 
ダリウス・ミヨーと親交を結び、ミヨーからピアノ協奏曲第４番の献呈を受けた時にはシャルル・ミュンシュの指揮するボストン交響楽団と1950年委初録音を果たした。 
また、彼は、 アレクサンドル・スクリャービン、ベーラ・バルトーク、アルバン・ベルクやパウル・ヒンデミット等のピアノ・ソナタを含む多くの録音を残した 。 
1975年以来インディアナ大学で教鞭を執り、1987年には同大学から名誉教授の称号を得た。